# Distretto di Skierniewice
Il distretto di Skierniewice (in polacco powiat skierniewicki) è un distretto polacco appartenente al voivodato di Łódź.

## Geografia antropica

### Suddivisioni amministrative
Il distretto comprende 9 comuni.
- Comuni rurali: Bolimów, Głuchów, Godzianów, Kowiesy, Lipce Reymontowskie, Maków, Nowy Kawęczyn, Skierniewice, Słupia